# Skuggstork
Skuggstork (Scopus umbretta), även skuggfågel, är en afrikansk fågel som numera placeras i den egna familjen Scopidae inom ordningen pelikanfåglar.

## Utseende och läte
Skuggstorken är en medelstor fågel som i snitt är 56 centimeter lång. Dess långt utstående fjäderbeklädnad i nacken tillsammans med den långa, mörka och spetsiga näbben gör att dess huvudform påminner om en hammare vilket också givit den det engelska namnet "hamerkop". Skuggstorken har långa mörka ben, brun fjäderdräkt och mörk stjärt. Den har ett mycket högljutt läte.

## Utbredning och systematik
Skuggstorken delas vanligtvis upp i två underarter med följande utbredning:
- Scopus umbretta umbretta – tropiska Afrika, Madagaskar och sydvästra Arabiska halvön (i sydvästra Saudiarabien och västra Jemen[5])
- Scopus umbretta minor – kustnära Västafrika, från Sierra Leone till västra Kamerun

Man har funnit fossil efter ännu en skuggstorksart, Scopus xenopus, som levde under pliocen.

### Släktskap
DNA-studier visar att arten trots sitt svenska namn inte står särskilt nära storkarna, utan är istället närmast släkt med träskonäbb, och dessa i sin tur med pelikaner.

## Ekologi
Ofta förekommer skuggstorkarna i par. Dess föda är typisk för långbenta vadare och består av fisk, groddjur, gnagare och mindre djur. Den bygger ett stort höstacksliknade bo som vanligen har en diameter på två meter, i en grenklyka och lägger sedan tre till sex ägg. Boet återanvänds år efter år, byggs på, och blir större och större. Ingången till boet är i botten.

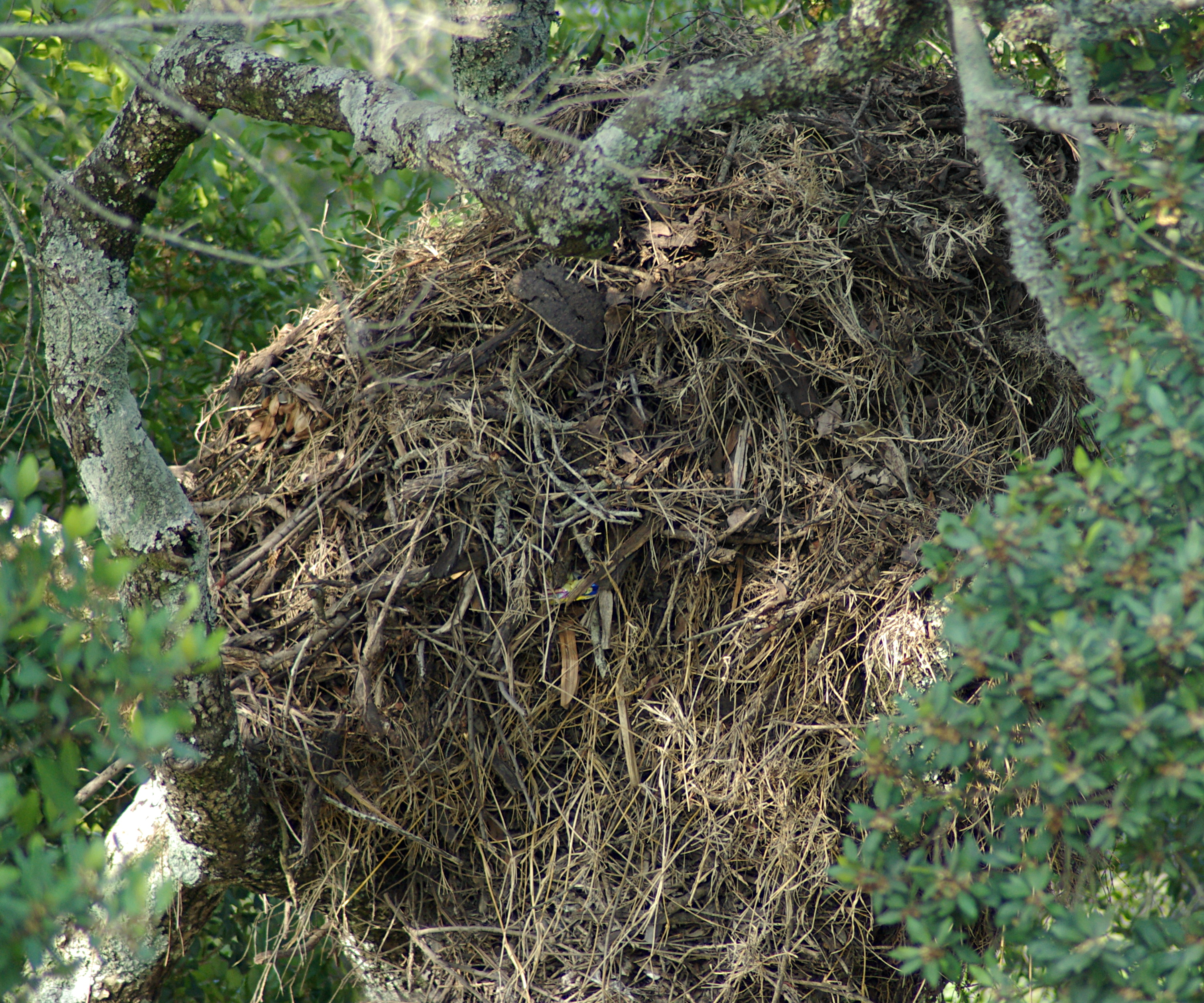
Ett skuggstorksbo i Kenya.

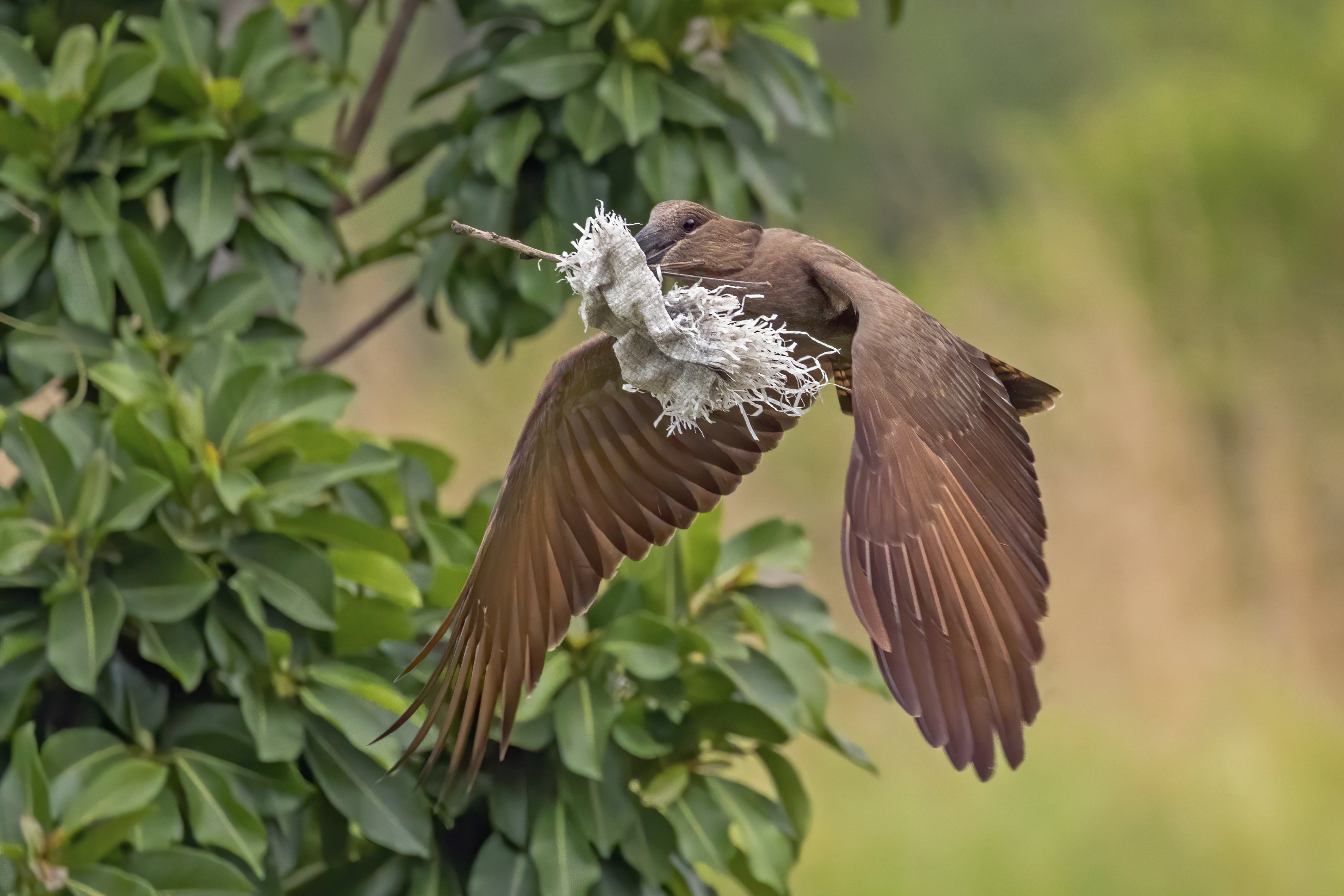
Flygande skuggstork med bomaterial.

## Status och hot
Arten har ett stort utbredningsområde och en stor population med stabil utveckling som inte tros vara utsatt för något substantiellt hot. Utifrån dessa kriterier kategoriserar internationella naturvårdsunionen IUCN arten som livskraftig (LC).